# Zubrești, Strășeni
Zubrești este un sat din raionul Strășeni, Republica Moldova.

## Date geografice
Zubrești este un sat și comună din raionul Strășeni.
Satul este situat la 47.238830 - latitudine nordică și 28.527305 - longitudine estică, având o suprafață de aproximativ 2.36 kilometri pătrați, cu un perimetru de 9.70 km(2).
Comuna Zubrești are o suprafață totală de 24.16 kilometri pătrați, fiind cuprinsă într-un perimetru de 27.89 km(2). Zubrești este unicul sat din comuna cu același nume.

## Legende și mituri
Una dintre legendele populare care circulă de zeci de ani despre originile denumirii localității vorbește despre un așa-numit haiduc Zubrea, care ar fi  locuit în pădurile din jurul satului. Conform legendei, acest haiduc împreună cu aliații săi opreau caretele boierilor care treceau pe drumurile forestiere, le luau posesiunile de preț și le împărțeau săracilor. Nu există date concrete sau documente care să ateste veridicitatea acestei informații, ci doar legenda transmisă pe cale orală, din tată în fiu.
O altă variantă a originii denumirii localității poate fi de la zimbru, care se regăsește și pe stema Republicii Moldova. Se speculează că pădurile din apropriere erau populate de aceste specimene, și prin urmare, localitatea a moștenit această denumire.
Există două localități în Ucraina care poartă un nume similar - Zubra și Zubreț, pe stema primului se regăsește zimbrul.

## Istorie
Prima mențiunea documentară datează din anul 1622:
„Suret scos de pe scrisoare sârbeasca din let 7131 <1622-1623.

Iată noi Mitri și Stratul din Onești și Hamarț din Drăgușeni și Micle din satul Zubrești și Drăgaș Boul de acolo și mulți oameni buni și bătrâni, megiași de pin pregiur. Precum au venit înainte noastră, cu cinstita carte mării sale, satul Mărtineștii și satul Tutovenii, ce se chiamă Cărbășeni și satul Cireștii și ni-au poftit pe noi ce să hotăram aceste moșii.

Deci am umblat și am cercetat și am măsurat acele locuri, pe apă Voinovei, iar când au fost pre urmă, ei, de bună voia lor, s-au învoit între dânșii, înainte noastră, și s-au luat cu toții, să fie hotar pe apă Voinovei, până la Vodova, pe din gios să hotărăști cu Potlogeni, până la hotarul pe din sus, pe unde este hotarul Zubreștilor, movila.

Și iarăși cu trei locuri de heleștei acestor trei sate, pri matca Voinovei, ce este în ținutul  Orheiului, ...

...

Și pre mai mare credință am pus pecetile noastre pri acest zapis al nostru.

S-au iscălit de mai sus scriși.”

## Date demografice
În anul 1997, populația satului Zubrești a fost estimată la 3675 de cetățeni.
Conform datelor recensământului din anul 2004, populația satului constituie 3186 de oameni, 50.47% fiind bărbați iar 49.53% femei. Structura etnică a populației în cadrul satului arată astfel: 99.62% - moldoveni/români, 0.13% - ucraineni, 0.13% - ruși, 0.00% - găgăuzi, 0.00% - bulgari, 0.00% - evrei, 0.00% - polonezi, 0.00% - rromi, 0.13% - alte etnii.
În satul Zubrești au fost înregistrate 1058 de gospodării casnice la recensământul din anul 2004. Membrii acestor gospodării alcătuiau 3186 de persoane, iar mărimea medie a unei gospodării era de 3.0 persoane. Gospodăriile casnice erau distribuite, în dependență de numărul de persoane ce le alcătuiesc, în felul următor: 21.74% - 1 persoană, 20.79% - 2 persoane, 19.09% - 3 persoane, 20.70% - 4 persoane, 11.06% - 5 persoane, 6.62% - 6 și mai multe persoane.

## Administrație și politică
Componența Consiliului local Zubrești (13 consilieri), ales la 5 noiembrie 2023, este următoarea:
|  | Partid                                        | Consilieri | Componență | Componență | Componență | Componență | Componență | Componență | Componență | Componență | Componență | Componență | Componență |
|  | --------------------------------------------- | ---------- | ---------- | ---------- | ---------- | ---------- | ---------- | ---------- | ---------- | ---------- | ---------- | ---------- | ---------- |
|  | Partidul Acțiune și Solidaritate              | 11         |            |            |            |            |            |            |            |            |            |            |            |
|  | Partidul Dezvoltării și Consolidării Moldovei | 1          |            |            |            |            |            |            |            |            |            |            |            |
|  | Candidat independent LUDMILA SÎRGHI           | 1          |            |            |            |            |            |            |            |            |            |            |            |